# Maserati 4CLT/48
O  4CLT/48 é o modelo da Maserati que disputou as temporadas de 1950 e 1951 da Fórmula 1.Teve como pilotos Prince Bira,Toni Branca,Louis Chiron,Franco Comotti,Luigi de Filippis,Emmanuel de Graffenried,Francisco Godia-Sales,José-Froilán González,David Hampshire e Noel Hillis.
1. ↑  https://www.statsf1.com/pt/maserati-4clt-48.aspx